# Toupie tippe-top

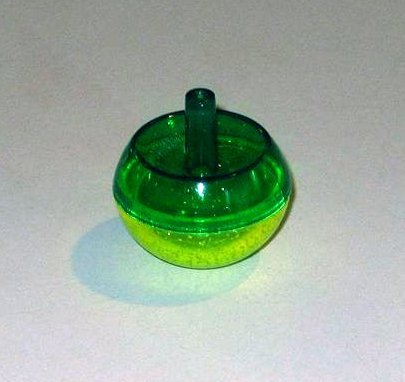
Une toupie tippe-top.

Animation d'une toupie tippe-top.

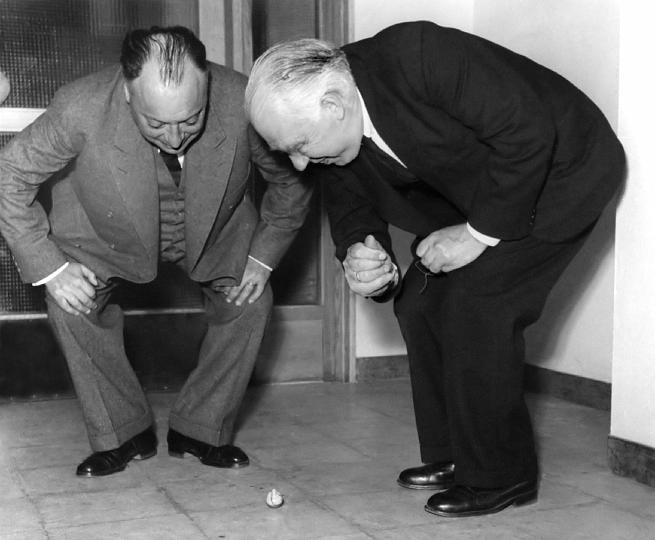
Les physiciens Wolfgang Pauli et Niels Bohr observant une toupie tippe-top. (Lund, Suède, juillet 1954)

Une toupie tippe-top (ce terme tiré de l'anglais est un pléonasme puisque a top est l'abréviation courante pour a spinning top, signifiant « une toupie ») est une sorte de toupie dont le corps est une sphère tronquée partiellement évidée terminée par un manche court. 
Cette toupie est couramment appelée toupie magique. La particularité de cette toupie est de se retourner pendant sa rotation. En effet, après que l'on a lancé la toupie en la tenant par son manche, celui-ci s'incline progressivement jusqu'à se retrouver sous le corps sphérique devenant ainsi le seul point de contact de la toupie avec le support.
Bien qu'on la connaisse surtout grâce à l'invention de Werner Ostberg, elle fut déjà étudiée dès le début du dix-neuvième siècle par Helene Sperl.
En ralentissant, la toupie perd de sa stabilité et roule sur le côté comme une toupie classique.
À première vue, on pourrait croire que dans cette situation l'objet gagne de l'énergie, ce qui est évidemment faux.